# Terna pitagórica

Triángulo rectángulo con sus tres lados y ángulos nombrados. El triángulo rectángulo cuyas longitudes de sus tres lados sean números enteros positivos, estos forman una terna pitagórica, y evidentemente

Una terna pitagórica es un conjunto ordenado de tres  números enteros positivos a, b, c, y son solución de la ecuación diofántica cuadrática  {\displaystyle a^{2}+b^{2}=c^{2}}. La nomenclatura  se liga al teorema de Pitágoras, el cual afirma que en cualquier triángulo rectángulo, se cumple que {\displaystyle r^{2}+s^{2}=t^{2}}  (donde t es la longitud de la hipotenusa; y las otras variables, longitudes de catetos, en números enteros). En sentido recíproco también se cumple, o sea, cualquier terna pitagórica se puede asociar con las longitudes de los dos catetos y de la hipotenusa correspondiente, formando un triángulo rectángulo.

## Definición

Animación demostrando la terna pitagórica más simple, 3^{2} + 4^{2} = 5^{2}

A los números enteros {\displaystyle u,v,w,} que satisfacen la ecuación diofantina de segundo grado {\displaystyle u^{2}+v^{2}=w^{2}}, se les llama números pitagóricos.

### Ternas pitagóricas primitivas
Las ternas pitagóricas suelen representarse como (a, b, c). Las ternas cuyos tres números son primos relativos son denominados ternas pitagóricas primitivas o números pitagóricos. Las 16 primeras ternas pitagóricas primitivas, con c ≤ 100 son:
| ( 3 , 4 , 5 ) | ( 5, 12, 13) | ( 8, 15, 17) | ( 7, 24, 25) |
| ( 9, 40, 41)  | (11, 60, 61) | (12, 35, 37) | (13, 84, 85) |
| (16, 63, 65)  | (20, 21, 29) | (28, 45, 53) | (33, 56, 65) |
| (36, 77, 85)  | (39, 80, 89) | (48, 55, 73) | (65, 72, 97) |

## Historia
Desde un punto de vista histórico, Pitágoras (570-490 a. C.) fue quien planteó el problema ligado a la construcción de triángulos rectángulos, cuyos lados fuesen longitudes enteras. En cualquier caso, se proponía resolver la ecuación:  
{\displaystyle a^{2}+b^{2}=c^{2}}
para valores enteros de {\displaystyle a,b,c}. Pitágoras encontró infinitas soluciones al problema en la forma de tres ecuaciones
{\displaystyle {\begin{cases}a&=j^{2}-1\\b&=2j\\c&=j^{2}+1\end{cases}}}
dependientes del parámetro entero positivo j, como puede ser el ejemplo {\displaystyle 15^{2}+8^{2}=17^{2}}.   
El estudio de las ternas pitagóricas comenzó antes de la época de Pitágoras (siglo VI a. C.). Mil años antes del nacimiento de este filósofo y matemático griego, en la Antigua Babilonia ya se trazaban triángulos y ternas pitagóricas para delimitar las tierras. Se han encontrado tablas babilónicas que contienen algunas de estas ternas, y que  sugieren que los babilonios tenían algún método para generarlas. También existe evidencia de su uso en el antiguo Egipto para generar ángulos rectos, los cuales eran utilizados en pequeñas construcciones. Es decir que se atribuye a los babilonios  ser los primeros en encontrar ternas pitagóricas, las cuales están registradas en la tablilla Plimpton 322, algunos investigadores suponen que para generar dichas ternas utilizaron la fórmula:
{\displaystyle {\begin{cases}a&=m^{2}-n^{2}\\b&=2mn\\c&=m^{2}+n^{2}\end{cases}}}
como m>n, la cual también aparece en el libro décimo de Los Elementos de Euclides.

## Generación y características

Distribución de ternas pitagóricas sobre. Los puntos rojos representan aquellas ternas que son primitivas. Los puntos azules son ternas proporcionales a una terna primitiva.

Las ternas pitagóricas pueden clasificarse de dos maneras: primitivas y no primitivas. Una terna pitagórica primitiva es aquella en la que el máximo común divisor de a, b y c es 1. Si (a, b, c) es una terna pitagórica primitiva, se pueden construir infinitas ternas pitagóricas no primitivas (da, db, dc), donde d es un entero positivo. Los triángulos que se construyen con una terna pitagórica no primitiva son siempre proporcionales a otro triángulo cuyos lados forman una terna pitagórica primitiva.
Si m > n son enteros positivos, entonces:
a = m² − n²
b = 2mn
c = m² + n²
es una terna pitagórica. Es primitiva si y solo si m y n son coprimos y solamente uno de ellos es par (si ambos n y m son impares, entonces a, b y c serán pares, y la terna no será una terna pitagórica primitiva). No todas las ternas pitagóricas pueden ser generadas con las expresiones anteriores, pero todas las ternas primitivas surgen de este modo de un único par de números coprimos m > n. Así pues, existe un número infinito de ternas pitagóricas primitivas.
Si representamos en un plano los puntos que cumplen las condiciones para ser una terna pitagórica, obtenemos el siguiente patrón de puntos (véase imagen de la derecha). Los puntos rojos representan las ternas primitivas y los puntos azules aquellas ternas que no lo son. Como se observa la imagen tiene un eje de simetría debido a que es posible intercambiar a por b y viceversa y obtendremos de nuevo otra terna pitagórica.
Es interesante hacer notar que existe más de una terna primitiva con el mismo número entero menor. El primer ejemplo de esto es el 20, el cual es el menor entero de dos ternas primitivas: (20, 21, 29) y (20, 99, 101).

## Familias de ternas pitagóricas
| Nom de la famille | propriété                                           | exemples                                                         |
| ----------------- | --------------------------------------------------- | ---------------------------------------------------------------- |
| Pitágoras         | {\displaystyle c-b=1}                               | {\displaystyle [5,12,13][7,24,25][9,40,41]}                      |
| Platón            | {\displaystyle c-b=2}                               | {\displaystyle [15,8,17][35,12,37][99,20,101]}                   |
|                   | {\displaystyle c-b=4}                               | {\displaystyle [30,16,34][70,24,74][126,32,130]}                 |
|                   | {\displaystyle c-b=8}                               | {\displaystyle [20,21,29][28,45,53][36,77,85]}                   |
|                   | {\displaystyle {\cfrac {c-3a}{2}}=1}                | {\displaystyle [145,408,433][840,2378,2522][4901,13860,14701]}   |
|                   | {\displaystyle {\cfrac {c-3a}{2}}=2}                | {\displaystyle [287,816,865][1683,4756,5045][9799,27720,29401]}  |
|                   | {\displaystyle c-2a=2}                              | {\displaystyle [16,30,34][240,418,482][3360,5822,6722]}          |
|                   | {\displaystyle c-2a=3}                              | {\displaystyle [5,12,13][95,168,193][1349,2340,2701]}            |
|                   | {\displaystyle 2a-c=1}                              | {\displaystyle [33,56,65][451,780,901][6273,10864,12545]}        |
|                   | {\displaystyle \|3a-2c\|=4}                         | {\displaystyle [96,110,146][1768,1974,2650][31680,35422,47522]}  |
|                   | {\displaystyle \|3a-2c\|=1}                         | {\displaystyle [65,72,97][1155,1292,1733][20737,23184,31105]}    |
|                   | {\displaystyle \|3a-2c\|=5}                         | {\displaystyle [21,20,29][319,360,481][5781,6460,8669]}          |
|                   | {\displaystyle \|{\cfrac {b}{2}}-a\|=1}             | {\displaystyle [5,12,13][39,80,89][272,546,610]}                 |
| Fermat            | {\displaystyle \|b-a\|=1}                           | {\displaystyle [696,697,985][4059,4060,5741][23660,23661,33461]} |
|                   | {\displaystyle \|{\cfrac {3b}{2}}-a\|\in \{1,3,9\}} | {\displaystyle [91,60,109][15,8,17][819,540,981]}                |
|                   | {\displaystyle \|2b-a\|\in \{1,4,5\}}               | {\displaystyle [273,136,305][416,210,466][1363,684,1525]}        |

Los miembros de estas familias pueden identificarse mediante la aplicación de la fórmula de Euclides al numerador y al denominador de secuencias de fracciones, y en particular de las secuencias de fracciones derivadas de las fracciones continuas periódicas de irracionales cuadráticos.

## Generalizaciones

### Cuádruplas
Es posible expresar un cuadrado perfecto como la suma de tres cuadrados perfectos, utilizando la siguiente fórmula:
{\displaystyle (m^{2}+n^{2}+p^{2})^{2}=(m^{2}+n^{2}-p^{2})^{2}+(2mp)^{2}+(2np)^{2}}
Puede ser usada para hallar la diagonal de un paralelepípedo rectangular de dimensiones, dadas en números enteros.
Ejemplos de esto pueden ser:
{\displaystyle 3^{2}=2^{2}+2^{2}+1^{2}}
{\displaystyle 13^{2}=3^{2}+4^{2}+12^{2}}

### Último teorema de Fermat
El último teorema de Fermat, postulado por Pierre de Fermat alrededor de 1637, plantea que no existen ternas no triviales análogas a las ternas pitagóricas con números naturales, generalizando para exponentes mayores que dos. En notación moderna, la ecuación:
{\displaystyle x^{n}+y^{n}=z^{n}}
no tiene solución si n>2 con x, y, z, n naturales.
Sin demostración durante más de 300 años, Andrew Wiles consiguió demostrarlo en 1995, utilizando para ello herramientas matemáticas muy avanzadas de diversas ramas.